# Psalm 3
Psalm 3 – jeden z utworów zgromadzonych w biblijnej Księdze Psalmów.

## Informacje ogólne
Psalm 3 posiada charakter lamentacji jednostki. Jest to pierwszy psalm przypisywany autorstwu Króla Dawida. Wskazuje na to pierwsze zdanie psalmu. Psalm Dawida, gdy uciekał przed swym synem Absalomem. Dawid bezgranicznie ufa Bogu, że go ochroni, w odróżnieniu od wielu, którzy uważają wręcz przeciwnie (w.3). W wersecie 4 Bóg jest przyrównywany do tarczy. Było to powszechne zjawisko wśród psalmistów, ponieważ często opisywano wielkość Boga za pomocą militarnych określeń. Podobnie sytuacja ma się w wersecie 8, gdzie Bóg ukazany jest jako wojownik. Tego typu obraz jest rozpowszechniony w całym Starym Testamencie. W tekście często powtarzają się słowa "powstać" oraz "zbawienie". Słowo "zbawienie" w w.9 nawiązuje do słowa użytego w w. 3. W tekście ukazany jest kontrast dotyczący ufności (w.2//w.7). W psalmie  trzykrotnie występuje nie do końca jasny zwrot  Sela.

## W oryginale
Tekst w języku oryginalnym.
א לָמָּה, רָגְשׁוּ גוֹיִם; וּלְאֻמִּים, יֶהְגּוּ-רִיק.

ב יְהוָה, מָה-רַבּוּ צָרָי; רַבִּים, קָמִים עָלָי.

ג רַבִּים, אֹמְרִים לְנַפְשִׁי: אֵין יְשׁוּעָתָה לּוֹ בֵאלֹהִים סֶלָה. 
 
ד וְאַתָּה יְהוָה, מָגֵן בַּעֲדִי; כְּבוֹדִי, וּמֵרִים רֹאשִׁי.
 
ה קוֹלִי, אֶל-יְהוָה אֶקְרָא; וַיַּעֲנֵנִי מֵהַר קָדְשׁוֹ סֶלָה.

ו אֲנִי שָׁכַבְתִּי, וָאִישָׁנָה; הֱקִיצוֹתִי--כִּי יְהוָה יִסְמְכֵנִי.
 
ז לֹא-אִירָא, מֵרִבְבוֹת עָם-- אֲשֶׁר סָבִיב, שָׁתוּ עָלָי.
 
ח קוּמָה יְהוָה, הוֹשִׁיעֵנִי אֱלֹהַי-- כִּי-הִכִּיתָ אֶת-כָּל-אֹיְבַי לֶחִי;
שִׁנֵּי רְשָׁעִים שִׁבַּרְתָּ.
 
ט לַיהוָה הַיְשׁוּעָה; עַל-עַמְּךָ בִרְכָתֶךָ סֶּלָה.

## Struktura
Struktura całego psalmu
Nagłówek (werset 1)
Imienne wezwanie Boga, następujące w pierwszym słowie po nagłówku (w. 2)
Lamentacja (w. 2-3)
Wyrazy ufności i imienne wezwanie Boga Jahwe (w. 4–7)
Prośba i wyrazy pewności spełnienia prośby (w. 8)
Zdanie końcowe odnoszące się do całego ludu (w. 9)

## Treść
Psalm jest nawoływaniem o pomoc przez człowieka znajdującego się w beznadziejnym położeniu. Przeplatany jest lamentacją w związku ze swoim losem a ufnością w pomoc Boga.

## W liturgii chrześcijańskiej
W obrządku monastycznym psalm 3 jest często śpiewany na samym początku godzin kanonicznych danego dnia, jeszcze przed psalmem 94, śpiewanym jako wezwanie.